# Filippo Maturi

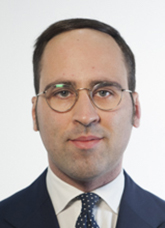
Filippo Maturi (2018)

Filippo Maturi (* 21. Juli 1984 in Bozen) ist ein italienischer Politiker aus Südtirol.

## Leben
Maturi absolvierte ein Studium der Rechtswissenschaften an der Universität Trient.
Bei den Kommunalwahlen 2015 wurde er für die Lega Nord in den Bozner Gemeinderat gewählt, bei den vorgezogenen Neuwahlen 2016 bestätigt. Im Rahmen der Parlamentswahlen 2018 kandidierte er für die Lega Nord im Mehrpersonenwahlkreis Lazio 2 und konnte sich dort ein Mandat für die Abgeordnetenkammer sichern, das er bis 2022 innehatte. 2023 trat er aufgrund interner Konflikte aus seiner Partei aus. Im Vorfeld der Südtiroler Landtagswahlen 2023 gründete er eine eigene Liste namens Centro Destra; mit ihr konnte er jedoch nur 0,6 % der Stimmen erringen, wodurch ihm nicht der Einzug in den Landtag und Regionalrat gelang.